# 阿卜杜拉·優素福·阿扎姆
阿卜杜拉·優素福·阿扎姆（阿拉伯语：‎，1941年11月14日—1989年11月24日) ，巴勒斯坦伊斯蘭教遜尼派學者和神學家，是一位有影響力的薩拉菲派聖戰分子，也是蓋達組織創始成員，虔誠軍奠基人之一。
他是拉登的導師，在1979年蘇聯入侵阿富汗後，他在全世界各地招募並培訓穆斯林志願軍到阿富汗協助當地聖戰者對抗蘇聯和阿富汗政府軍。並說服拉登來到阿富汗幫助進行聖戰。
蘇聯撤離阿富汗後，他開始宣傳其激進的宗教思想及發動聖戰，影響了眾多聖戰者，因為又被稱為「全球聖戰之父」。
在1989年他於巴基斯坦白沙瓦死於一次汽車炸彈襲擊。